# Tetrameraden meringos
Tetrameraden meringos är en klomaskart som beskrevs av Reid 1996. Tetrameraden meringos ingår i släktet Tetrameraden och familjen Peripatopsidae. Inga underarter finns listade i Catalogue of Life.